# Binidayan
Binidayan est une localité de la province de Lanao du Sud, aux Philippines. En 2015, elle compte 22 079 habitants.